# Brigade de recherche et d'intervention
La Brigade de Recherche et d'Intervention (dal francese "Brigata di Ricerca e di Intervento", BRI) è un corpo speciale della polizia francese, creato nel 1977 come unità investigativa e d'intervento.